# Cooee
Cooee (IPA /ku:'i:/) – australijski okrzyk używany w celu zwrócenia na siebie uwagi, wywodzący się z jednego z języków aborygeńskich. Prawidłowo, przenikliwie wykonany okrzyk jest słyszalny z bardzo dużej odległości.
Słowo „cooee” wywodzi się z języka plemienia Darug, zamieszkującego dzisiejsze tereny Sydney i zostało „pożyczone” już przez pierwszych osadników. Po raz pierwszy zostało zapisane w 1789, a już w latach 20. XIX wieku było bardzo popularne zarówno w Australii jak i Nowej Zelandii. Od lat 40. XIX wieku okrzyk ten był używany w Londynie przez odwiedzających Anglię Australijczyków, którzy rozpoznawali się w taki sposób i od tego czasu już na stałe jest kojarzony z Australią. Pojawiło się wówczas wiele popularnych w Australii piosenek z „cooee”, a popularność tego okrzyku była tak duża, że zaproponowano nawet, aby zastąpić tradycyjny okrzyk „hip hip hurra” właśnie „cooee”.
Słowo „cooee” zostało użyte przez Arthura Conana Doyle’a w jednym z opowiadań o Sherlocku Holmesie (The Boscombe Valley Mystery). Holmes rozwiązuje zagadkę kryminalną, ponieważ jako jedyny zna pochodzenie tego słowa, co pozwala mu na znalezienie sprawcy.
W języku codziennym używane jest także słowo „cooee”, zazwyczaj w wyrażeniach „within cooee of” lub „not within cooee of”, czyli odpowiednio „blisko” / „niezbyt daleko” oraz „bardzo daleko”.